# Super Bowl XL
El Super Bowl XL fue la 40.ª edición del campeonato de la National Football League de Estados Unidos. El juego se celebró en la ciudad de Detroit, (Míchigan) el 5 de febrero de 2006 en Ford Field. Los Pittsburgh Steelers vencieron a los Seattle Seahawks por marcador de 21 puntos a 10.
Ben Roethlisberger es calificado por ser el 10.º Mariscal con la peor actuación en un Super Bowl y siendo el único de un equipo ganador debido a que solo completó 9 de 21 pases para 123 yardas sumado al pase interceptado por Kelly Herndon para un regreso de 76 yardas que no pudo ser anotación gracias a una tacleada salvadora de Antwain Randle-El. Sin embargo, logró una anotación terrestre y convirtió una importante jugada de tercera y 29 yardas por avanzar en el segundo cuarto para remontar el marcador. A pesar de su actuación en el partido final hizo el mejor año de su carrera convirtiéndose en el mariscal más joven hasta la fecha en ganar el Super Bowl con 23 años. Además, encabezó el bloqueo para lograr la jugada definitiva con una reversible con pase de Randle-El para Hines Ward y TD de 42 yardas en el cuarto periodo.
Un factor para la victoria fue el corredor Willie Parker, quien logró la acarreada más larga para anotación en la historia del Super Bowl, con una carrera de 75 yardas desde la línea de golpeo. El MVP del partido fue el receptor Hines Ward con 123 yardas y un TD. Además los Seahawks se convirtieron en el segundo equipo en perder el juego de campeonato aún habiendo superado en yardas y pérdidas de balón al rival vencedor, sólo después de los Cinncinati Bengals que fueron derrotados por San Francisco en el Super Bowl XVI.

## Otros datos
- El espectáculo del intermedio consistió en una presentación del grupo de rock The Rolling Stones.

- Tom Brady, QB de los New England Patriots lanzó la moneda para elegir lado y posesión.

- Fue el último partido de Jerome Bettis, histórico RB de los Steelers, quien curiosamente procedía de la misma ciudad donde se celebró la Super Bowl (Detroit).

- Mike Holmgren sería el cuarto entrenador de la historia de la NFL en estar en el Super Bowl con 2 equipos distintos (XXXI y XXXII con los Green Bay Packers donde en el primero fue campeón), ya que Don Shula dirigió a los Baltimore Colts en el Super Bowl III y a los Miami Dolphins en los juegos VI, VII, VIII, XVII y XIX. Dan Reeves fue entrenador de los Denver Broncos en los juegos XXI, XXII y XXIV, y dirigió a los Atlanta Falcons en el Super Bowl XXXIII, Bill Parcells dirigió a los Gigantes de Nueva York en el Super Bowl XXI y XXV en los cuales fuė campeón y dirigió a los Patriotas de Nueva Inglaterra en el Super Bowl XXXI el cual perdió.

- Datos: Q904928
- Multimedia: Super Bowl XL / Q904928